# Federico Haberkorn
Federico Nicolás Haberkorn (n. Merlo, Provincia de Buenos Aires, Argentina; 18 de agosto de 1994) es un futbolista argentino. Juega de delantero y su actual equipo es San Martin De Formosa del Torneo Federal A de Argentina.

## Trayectoria
Surgido de las inferiores de club Vélez Sarsfield.

## Clubes
| Club                       | País                | Año         |
| -------------------------- | ------------------- | ----------- |
| Vélez Sarsfield            | Argentina           | 2014        |
| Gimnasia y Esgrima (Jujuy) | Argentina           | 2014 - 2015 |
| Cafetaleros de Tapachula   | México              | 2015 - 2016 |
| KF Shkëndija               | Macedonia del Norte | 2016 - 2017 |
| Eldense                    | España              | 2017 - 2018 |
| Gualaceo S. C.             | Ecuador             | 2019 - 2020 |
| Atlético Santo Domingo     | Ecuador             | 2021        |
| Villa Dalmine              | Argentina           | 2022 - 2023 |
| Los Andes                  | Argentina           | 2023 - Act. |